# Turdus Solitarius
Turdus Solitarius foi uma constelação criada pelo astrônomo francês Pierre Charles Le Monnier em 1776 a partir de estrelas de cauda de Hydra. Foi nomeada em homenagem ao  solitário-de-rodrigues, uma ave terrestre extinta que era endêmica da ilha Rodrigues, situada a leste de Madagascar, no Oceano Índico. Foi substituída por outra constelação, Noctua, na obra A Celestial Atlas (1822) do astrônomo amador britânico Alexander Jamieson. Nenhuma das duas constelações é de uso corrente na atualidade.